# Peter Klashorst
Peter Klashorst (ur. 11 lutego 1957 w Santpoort, zm. 11 września 2024 w Amsterdamie) – holenderski malarz, rzeźbiarz i fotografik.
Specjalizował się w aktach – obrazach i fotografiach młodych kobiet, głównie z Holandii i różnych krajów Afryki. W 2000 r. z powodu swoich prac spędził kilka tygodni w areszcie w Senegalu. Był podejrzany o prostytucję i produkcję obscenicznych obrazów, ponieważ namalował mieszkankę tego miasta nago. Według NRC Handelsblad wyszedł na wolność przekupując funkcjonariuszy i przedostał się do Gambii, skąd uciekł z kraju. Podczas późniejszej wizyty w 2003 r. został deportowany z Gambii za tworzenie pornograficznych obrazów.
W 2003 r. na krótko zajął się polityką i związał z partią "O O Den Haag". Kandydował w wyborach miejskich w Amsterdamie w 2006 r. z ramienia "Huisje Boompje Beestje", ale nie otrzymał odpowiedniej ilości głosów.

## Nagrody
- 1982: Nagroda Johana en Titia Buning-Brongersa (Holandia)
- 1983: Nagroda Królewska dla Wolnego Malarstwa (Holandia)

## Galeria prac

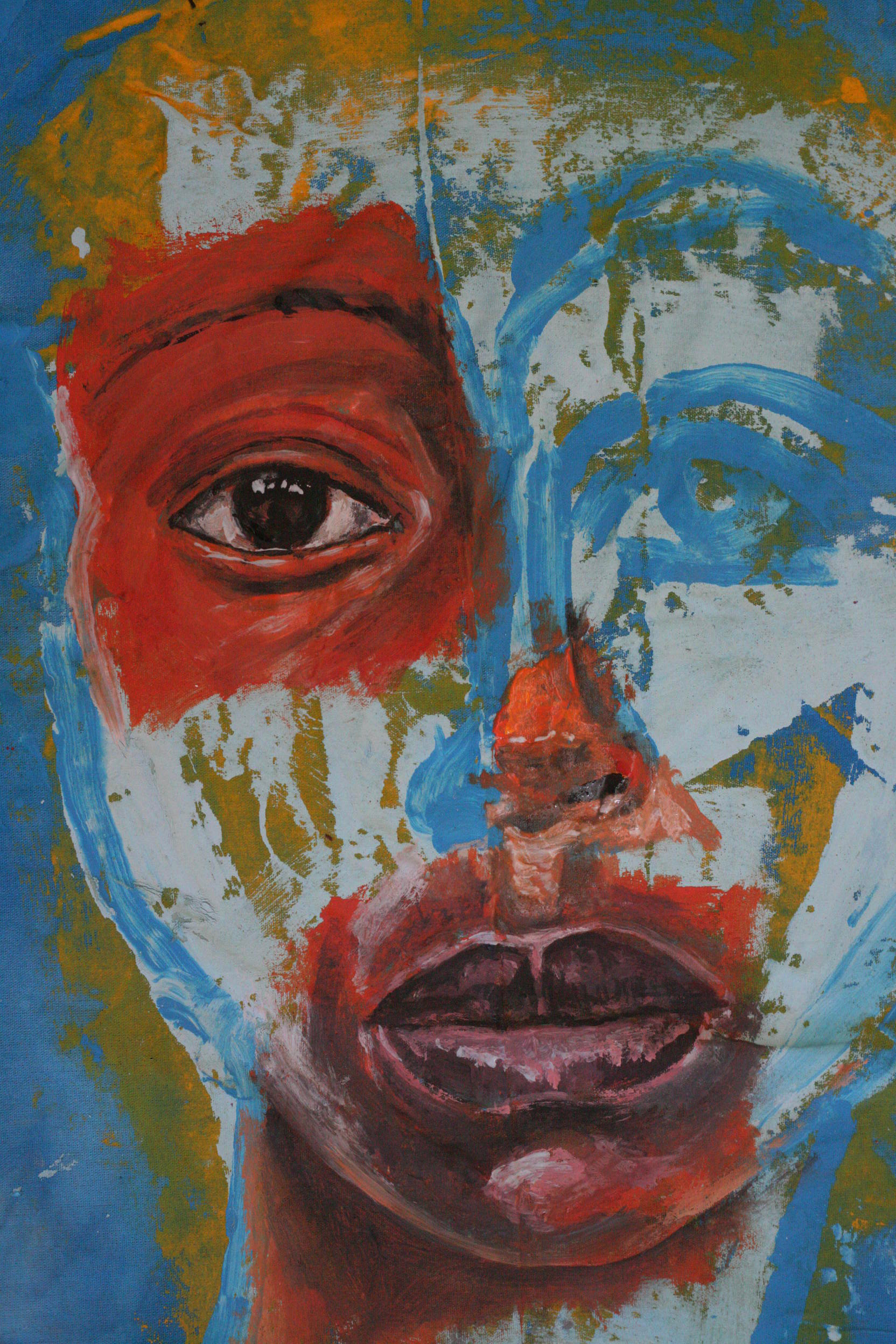
Enigma
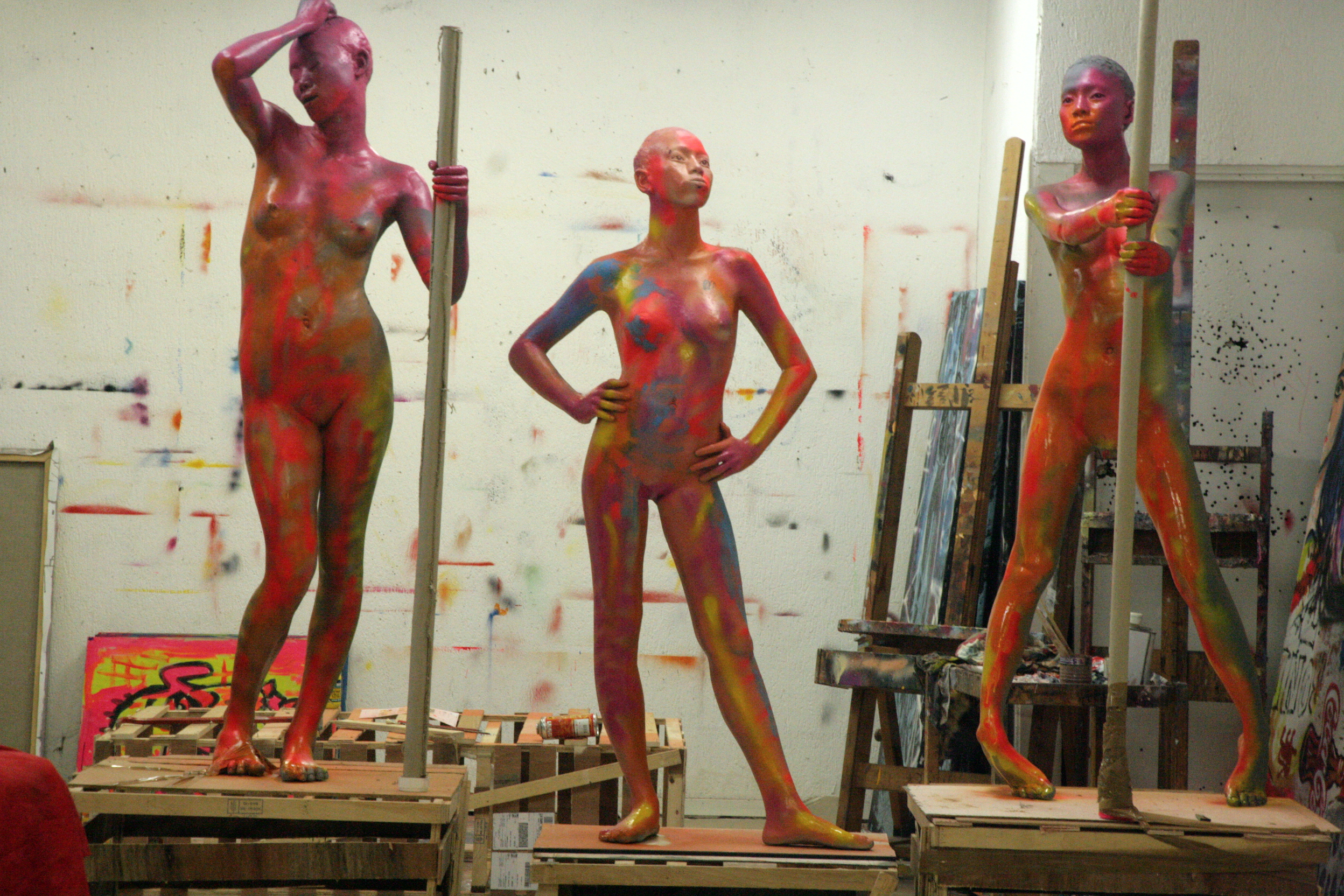
Heaven above
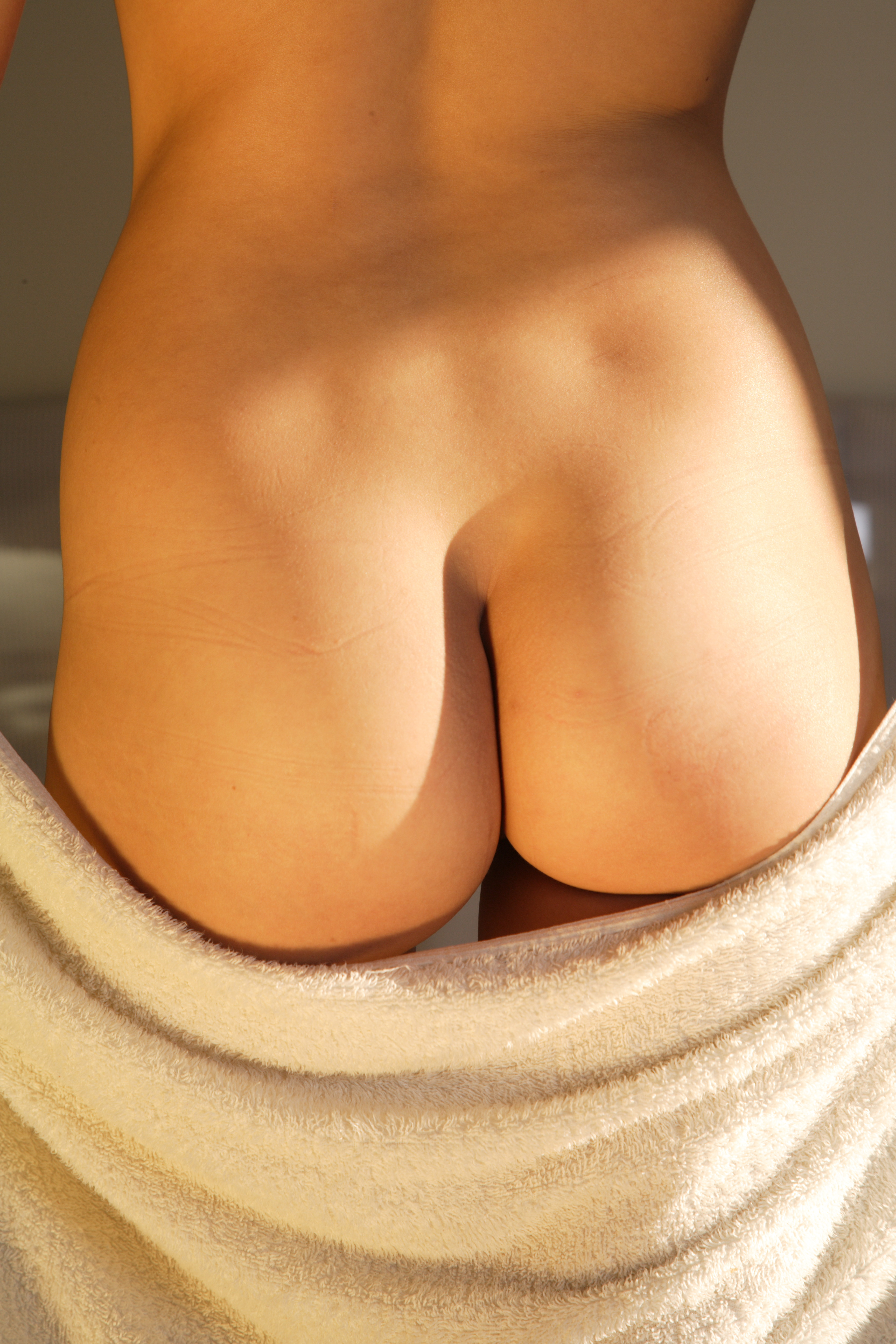
Backtowel
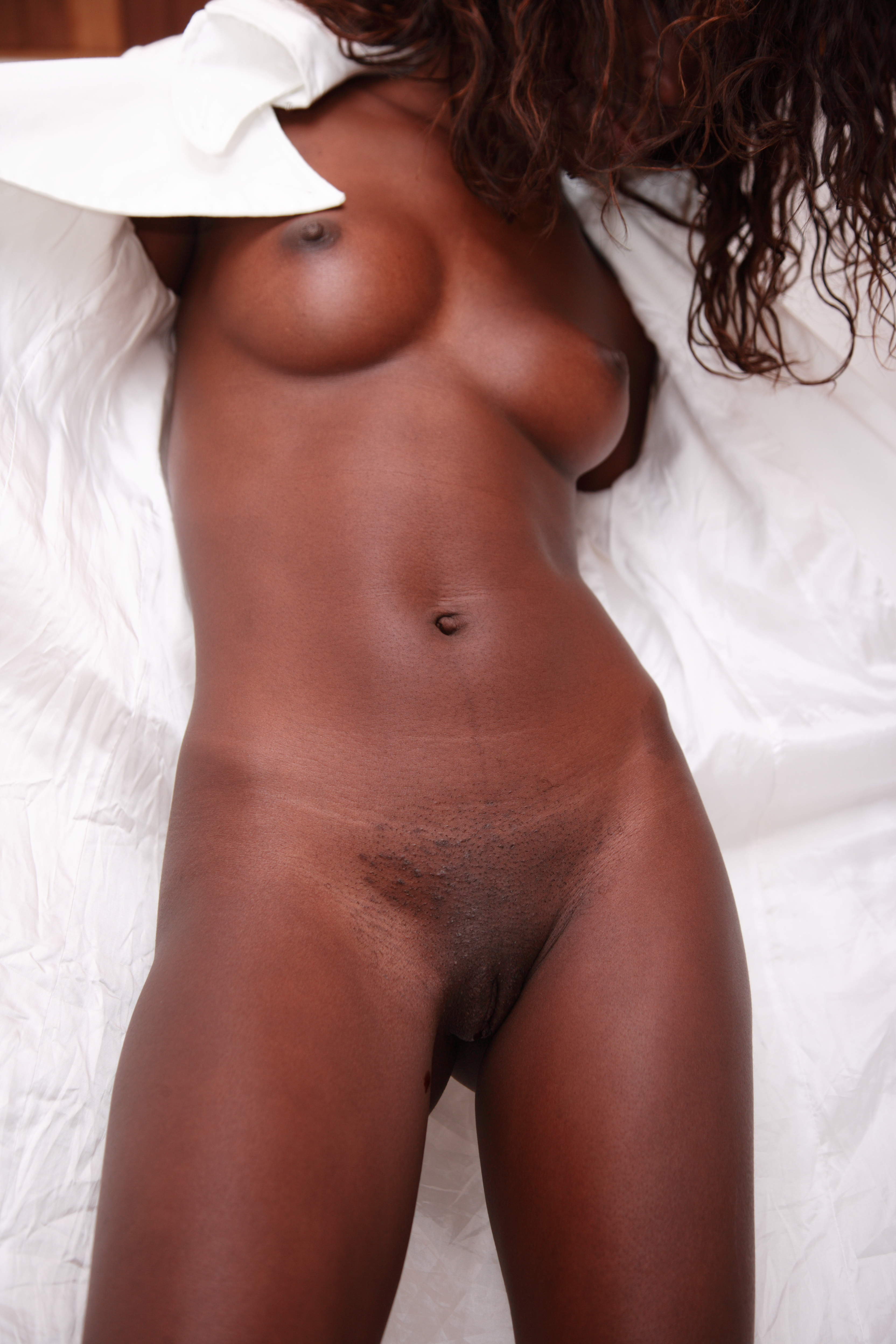
Black & Beautiful